# Hội chợ thương mại

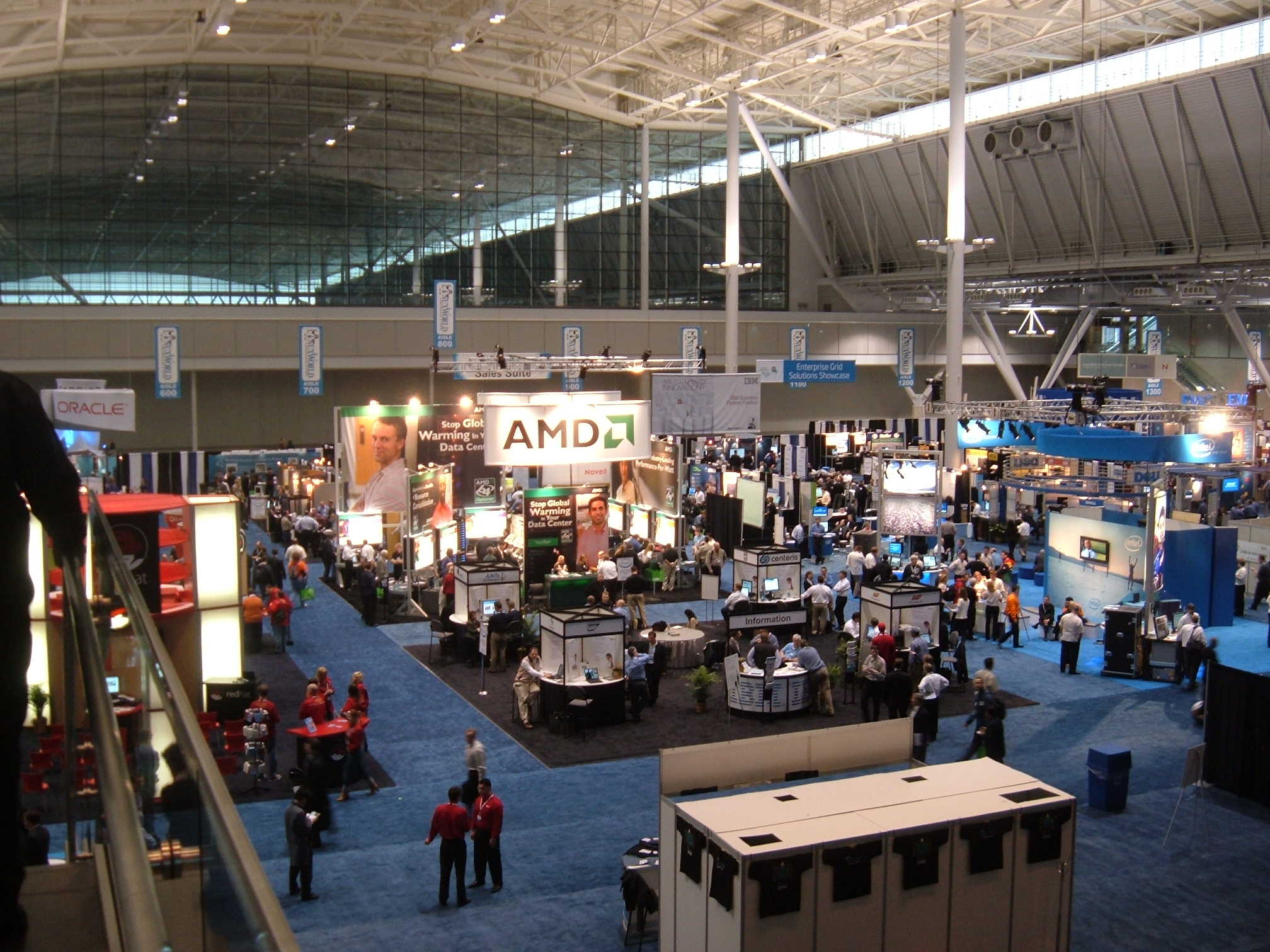
Hội chợ LinuxWorld 2006 tại Boston Convention and Exposition Center.

Hội chợ thương mại hay triển lãm thương mại, thời Pháp thuộc còn gọi là hội chợ đấu xảo hay đấu xảo, là hoạt động xúc tiến thương mại được thực hiện tập trung trong một thời gian và tại một địa điểm nhất định để thương nhân trưng bày, giới thiệu hàng hoá, dịch vụ nhằm mục đích thúc đẩy, tìm kiếm cơ hội giao kết hợp đồng mua bán hàng hoá, hợp đồng dịch vụ.

## Mục đích
Hội chợ được tổ chức để các công ty trong một ngành nào đó nhằm quảng cáo, quảng bá sản phẩm, dịch vụ và thương hiệu của các doanh nghiệp.
Đây là nơi trưng bày, giới thiệu hàng hóa và dịch vụ của các đơn vị, doanh nghiệp từ nhiều nơi đến tham gia. Đây là nơi gặp gỡ giữa người mua và người bán, giữa các đối tác để ký kết hợp đồng mua bán sản phẩm, dịch vụ, mở các của hàng, đại lý... Hội chợ cũng là cơ hội tốt để trao đổi kinh nghiệm, chuyển giao công nghệ, xúc tiến đầu tư, hợp tác kinh tế giữa các doanh nghiệp, các địa phương và các quốc gia.

## Tổ chức
Việc tổ chức hội chợ thường do thương nhân kinh doanh dịch vụ hội chợ - triển lãm thương mại thực hiện; hoặc do một tổ chức, cơ quan, hiệp hội nào đó đứng ra tổ chức nhằm hỗ trợ các thương nhân (doanh nghiệp) xúc tiến ký kết hợp đồng tiêu thụ hàng hoá. Thông thường, các cơ quan này là cơ quan xúc tiến thương mại của quốc gia hay địa phương, dùng ngân sách hay quỹ để hỗ trợ, tại Việt Nam là VIETRADE (Cục Xúc tiến thương mại thuộc Bộ Công Thương), tại Nhật Bản là JETRO, tại Australia là AUSTRADE...
Chủ thể tham gia trưng bày, giới thiệu hàng hoá, dịch vụ tại các hội chợ, triển lãm thương mại thường là các thương nhân với mục tiêu tìm đối tác; do đó đối tượng khách hàng mà thương nhân hướng tới chủ yếu cũng là bạn hàng.
Hội chợ thường được tổ chức thành các gian hàng (diện tích lớn hoặc nhỏ, nhưng quy chuẩn tối thiểu là 3m x 3m) để các thương nhân giới thiệu về sản phẩm, dịch vụ của mình tại đó.
Nhà tổ chức (organizer) đứng ra mời, kêu gọi, tập hợp các thương nhân tham gia hội chợ, triển lãm thương mại; sau đó sắp xếp họ vào các vị trí gian hàng tại địa điểm của mình hoặc tự mình đi thuê. Các thương nhân tham gia hội chợ, triển lãm thương mại phải trả phí gian hàng cho nhà tổ chức. Trong trường hợp nhà tổ chức là một cơ quan nhà nước, các thương nhân tham gia thường được miễn phí hoặc giảm một phần chi phí so với khi tham gia hội chợ, triển lãm thương mại mà nhà tổ chức là thương nhân.
Tại Việt Nam, nhiều hội chợ được tổ chức là nơi trực tiếp tiêu thụ hàng hoá, dịch vụ; là nơi người tiêu dùng mua sắm trực tiếp tại các gian hàng. Các hội chợ chuyên ngành thường diễn ra ngắn hơn so với các hội chợ đa ngành. Các hội chợ đa ngành hoặc hàng tiêu dùng, hay tổng hợp thường kéo dài 7 - 10 ngày. Đặc biệt các hội chợ Xuân phục vụ nhu cầu mua sắm dịp Tết Nguyên đán thường kéo dài 2 tuần. Các hội chợ chuyên ngành chỉ diễn ra 2 - 4 ngày vì doanh nghiệp tham gia và đối tượng tiếp cận cũng hẹp hơn.

## Hội chợ Việt Nam
Tại Việt Nam
Năm 2008 tại Việt Nam có 170 hội chợ do các doanh nghiệp trong nước đăng ký thực hiện trong nước và 14 hội chợ, triển lãm thương mại quốc tế và chuyên ngành. 
Hội chợ của Việt Nam tại nước ngoài
Các doanh nghiệp Việt Nam đăng ký thực hiện 31 Hội chợ tại nước ngoài, trong đó chủ yếu là tại khu vực châu Á - Thái Bình Dương và Hoa Kỳ.

## Các hội chợ quốc tế có quy mô lớn
| Tên hội chợ                                                                          | Lĩnh vực, nhóm sản phẩm hàng hoá | Thời gian                                                  | Địa điểm                                              | Khách tham quan                                                                           |
| ------------------------------------------------------------------------------------ | --- | ---------------------------------------------------------- | ----------------------------------------------------- | ----------------------------------------------------------------------------------------- |
| Ambiente                                                                             | Hàng tiêu dùng | 13 tháng 2 - 17 tháng 2                                    | Frankfurt, Đức                                        | Gần 150.000 năm 2008                                                                      |
| AgQuip                                                                               | Nông nghiệp | 19 tháng 8 - 21 tháng 8 năm 2008                           | Gunnedah, New South Wales, Australia                  | Khoảng 100.000 năm 2005                                                                   |
| Anuga                                                                                | Thực phẩm | 13 tháng 10 2007                                           | Köln, Đức                                             | 158.817 năm 2005                                                                          |
| Hội chợ Nông nghiệp quốc tế Bogotá - Agroexpo                                        | Nông nghiệp | 12 tháng 7 2005                                            | Bogotá, Colombia                                      | 236.616 năm 2005                                                                          |
| Bogotá International Automobile Lounge                                               | Xe hơi | 19 tháng 10 2006                                           | Bogotá, Colombia                                      | 130.000 năm 2006                                                                          |
| Bogotá International Book Fairs                                                      | Sách | 26 tháng 4 2007                                            | Bogotá, Colombia                                      | 377.310 năm 2007                                                                          |
| Bogotá Home Fair                                                                     | Hàng gia dụng | 4 tháng 9 2007                                             | Bogotá, Colombia                                      | 240.000 năm 2007                                                                          |
| Bologna Motor Show                                                                   | Xe hơi | December 7 2006                                            | Bologna, Italia                                       | 1.200.000 năm 2006                                                                        |
| Food & Hotel Vietnam                                                                 | Thực phẩm, nhà hàng, khách sạn | ngày 21 tháng 4 năm 2015                                   | SECC, Ho Chi Minh, Vietnam                            |                                                                                           |
| Buenos Aires International Book Fair                                                 | Sách | April 23 2009 - 11 tháng 5 2009                            | Buenos Aires, Argentina                               | 1.240.000 năm 2008                                                                        |
| Cairo International Book Fair                                                        | Sách | January 24 2007                                            | Cairo, Ai Cập                                         | 2.000.000 năm 2007 - hội chợ sách lớn nhất thế giới                                       |
| Canton Fair                                                                          | Hàng tiêu dùng và công nghiệp | 15-19 tháng 10 2008 24-28 tháng 10 2008, 2-6 tháng 11 2008 | Quảng châu, Trung Quốc                                | 192.013 mùa xuân 2008                                                                     |
| CeBIT                                                                                | Information and communication technology | 15 - 21 tháng 3 năm 2007                                   | Hanover, Đức                                          | 480.000 năm 2007                                                                          |
| CES, Consumer Electronics Show                                                       | Hàng điện tử | 7 - 10 tháng 1 năm 2008                                    | Las Vegas, Nevada                                     | 143.767 năm 2007                                                                          |
| Chinaplas 2008 - The 22nd International Exhibition on Plastics and Rubber Industries | Nhựa | 17 tháng 4 - 20 tháng 4 năm 2008                           | Thượng Hải, Trung Quốc                                | 72.161 năm 2008                                                                           |
| China International Auto Supplies Sourcing Fair                                      | Xe hơi | 20 - 22 tháng 8 năm 2008                                   | New International Expo Centre, Thượng Hải, Trung Quốc | Khoảng 50.000                                                                             |
| COMPUTEX Taipei                                                                      | Máy tính | 3 tháng 6 - 7 tháng 6                                      | Đài Bắc, Đài Loan                                     | 106.517 năm 2008                                                                          |
| CONEXPO-CON/AGG                                                                      | Xây dựng | 22 tháng 3 - 26 tháng 3 năm 2011                           | Las Vegas, Nevada                                     | Khoảng 145.000 năm 2008                                                                   |
| Cottage and Country homes show                                                       | log home | 14 tháng 2 - 17 tháng 2 năm 2008                           | Montreal, Canada                                      | 57.000 năm 2006                                                                           |
| DigitalLife                                                                          | Video game, Hàng điện tử | 27 tháng 9 - 30 tháng 9 năm 2007                           | New York City, New York, Hoa Kỳ                       | 50.000 năm 2006)                                                                          |
| Drupa                                                                                | Thiết bị in | 29 tháng 5 - 11 tháng 6 năm 2008                           | Messe Düsseldorf, Đức                                 | (393.654 năm 2004 từ 127 nước)                                                            |
| E3, Electronic Entertainment Expo                                                    | Video game | 15-17 tháng 7                                              | Los Angeles, California, Hoa Kỳ                       | 60.000 năm 2006 E3 became invitation only in 2007 and attendance dropped to around 5,000. |
| Fiera internazionale del libro                                                       | Sách | 5 tháng 5 2007                                             | Torino, Italia                                        | 300.000 năm 2007                                                                          |
| Forest and Forest Products                                                           | Lâm nghiệp và lâm sản | 19 tháng 9 2006                                            | Minsk, Belarus                                        |                                                                                           |
| Frankfurt Book Fair                                                                  | Sách | 15-19 tháng 10 2008                                        | Frankfurt, Đức                                        |                                                                                           |
| Games Convention                                                                     | Video games | 21 tháng 8 - 24 tháng 8 2008 19 tháng 8 - 23 tháng 8 2009  | Leipzig, Đức                                          | 203.000 năm 2008                                                                          |
| GAMESCom (Successor to Games Convention)                                             | Video games | 9 tháng 9 - 13 tháng 9 năm 2009                            | Köln, Đức                                             |                                                                                           |
| GIFTEX                                                                               | Quà tặng | 18 tháng 9 - 22 tháng 9 năm 2008                           | Bombay, Ấn Độ                                         |                                                                                           |
| GITEX Consumer Electronics Expo                                                      | Điện tử và Máy tính | 6 tháng 9 2007                                             | Dubai, UAE                                            |                                                                                           |
| Hannover Messe                                                                       | Công nghiệp | 16 tháng 4 - 20 tháng 4 năm 2007                           | Hanover, Đức                                          |                                                                                           |
| IETF India                                                                           | Công nghệ và chế tạo | 13 tháng 2 2007                                            | New Delhi, Ấn Độ                                      |                                                                                           |
| IMM - International Furniture Fair                                                   | Đồ gỗ | 16 tháng 1 2006                                            | Köln, Đức                                             |                                                                                           |
| Internationale Automobil-Ausstellung                                                 | Xe hơi | Tháng 9, 2007                                              | Frankfurt, Đức                                        |                                                                                           |
| IFA                                                                                  | Hàng điện tử | Tháng 9 năm 2006                                           | Berlin, Đức                                           |                                                                                           |
| Tuần lễ xanh quốc tế Berlin                                                          | Thực phẩm | January 19 - 28 tháng 1 năm 2007                           | Berlin, Đức                                           |                                                                                           |
| Internationale Luft- und Raumfahrtausstellung Berlin                                 | Vũ trụ | May 16 - 21 tháng 5 năm 2006                               | Berlin, Đức                                           |                                                                                           |
| Triển lãm Hội chợ du lịch quốc tế Berlin                                             | Du lịch | 7 - 10 tháng 3 năm 2007                                    | Berlin, Đức                                           |                                                                                           |
| International Exhibition of Ceramic Tiles and Bathroom Furnishings (Cersaie)         | Ceramics for the Building Industry | 26 tháng 9 2006                                            | Bologna, Italia                                       | 91.935 năm 2007                                                                           |
| International Show of Agriculture                                                    | Thực phẩm, Máy nông nghiệp | March 3 2007                                               | Paris, Pháp                                           |                                                                                           |
| Hội chợ công nghệ quốc tế                                                            | machine engineering, automobiles, transport, information technologies, software, electronics, electrical engineering, construction, chemistry, power engineering, ecology | 24 tháng 9 2007                                            | Plovdiv, Bulgaria                                     |                                                                                           |
| Metalworking Tradeshow                                                               | Luyện kim | March 21 2007                                              | Minsk, Belarus                                        |                                                                                           |
| Mobile World Congress                                                                | Điện thoại di động, Viễn thông | 11 - 14 tháng 2 năm 2008                                   | Barcelona, Tây Ban Nha                                | 50.000 năm 2007                                                                           |
| Mondial de l'Automobile                                                              | Xe hơi | 30 tháng 9 2006                                            | Paris, Pháp                                           |                                                                                           |
| NAMM                                                                                 | Âm nhạc | 17 - 20 tháng 1 năm 2007                                   | Anaheim, Hoa Kỳ                                       | 85.000                                                                                    |
| National Agricultural Fieldays                                                       | Nông nghiệp | 4 ngày trung tuần tháng 6                                  | Hamilton, New Zealand                                 | 125.878 năm 2007                                                                          |
| NAB, National Association of Broadcasters                                            | Truyền thông | 11 - 17 tháng 4 năm 2008                                   | Las Vegas, Hoa Kỳ                                     | 105.000 năm 1999                                                                          |
| The North American International Motorcycle SUPERSHOW                                | Motorcycle Consumer Show | 2, 3, 4 tháng 1 năm 2009                                   | Toronto, Ontario, Canada                              |                                                                                           |
| Novi Sad Fair                                                                        | Nông nghiệp | Middle of May                                              | Novi Sad, Serbia                                      |                                                                                           |
| Nuremberg International Toy Fair                                                     | Toys, Game | 1 tháng 2 2007                                             | Nuremberg, Đức                                        |                                                                                           |
| Paris Air Show                                                                       | Vũ trụ | 18 tháng 6 2007                                            | Paris, Pháp                                           |                                                                                           |
| Photokina                                                                            | Nhiếp ảnh | 26 tháng 9 2006                                            | Köln, Đức                                             |                                                                                           |
| Pollutec                                                                             | Môi trường | 28 tháng 11 2006                                           | Lyon, Pháp                                            |                                                                                           |
| Pool Trade Show                                                                      | Thời trang | 17 tháng 7 2006                                            | New York & Las Vegas                                  |                                                                                           |
| Salone del Mobile (International Furniture Fair)                                     | Đồ gỗ | Tháng 3, 2007                                              | FieraMilano, Milan, Italia                            | 270.000 năm 2007                                                                          |
| SIMO TCI                                                                             | Hàng điện tử | 7 tháng 11 2006                                            | Madrid, Tây Ban Nha                                   | Khoảng 300.000                                                                            |
| SMAU                                                                                 | Máy tính, Hàng điện tử | 4 tháng 10 2006                                            | FieraMilano, Milan, Italia                            |                                                                                           |
| Sydney Royal Easter Show                                                             | Nông nghiệp | 14 days over Easter                                        | Sydney, Australia                                     | 900.000 năm 2007                                                                          |
| Tokyo Game Show                                                                      | Video game | 22 tháng 9 2006                                            | Tokyo, Nhật Bản                                       |                                                                                           |
| World of Packing                                                                     | Packing | 26 tháng 9 2006                                            | Minsk, Belarus                                        |                                                                                           |